# Resolutie 1956 Veiligheidsraad Verenigde Naties
Resolutie 1956 van de Veiligheidsraad van de Verenigde Naties werd unaniem door de VN-Veiligheidsraad aangenomen op 15 december 2010.
De resolutie beëindigde Iraks verplichting om zijn olie-inkomsten in het Irak-ontwikkelingsfonds te deponeren, zoals in 2003 met resolutie 1483 was opgelegd.
Samen met de diezelfde dag aangenomen resoluties 1957 en 1958 beëindigde resolutie 1956 enkele belangrijke beperkingen die Irak waren opgelegd volgend op de Eerste Golfoorlog.

## Achtergrond
Op 2 augustus 1990 viel Irak zijn zuiderbuur Koeweit binnen en bezette dat land. De Veiligheidsraad veroordeelde de inval nog diezelfde dag middels resolutie 660, en later kregen de lidstaten carte blanche om Koeweit te bevrijden. Eind februari 1991 was die strijd beslecht en legde Irak zich neer bij alle aangenomen VN-resoluties. Het land werd vervolgens verplicht om zich te ontwapenen door onder meer al zijn massavernietigingswapens te vernietigen. Daaraan werkte Irak echter met grote tegenzin mee, tot grote woede van de Verenigde Staten, die het land daarom in 2003 opnieuw binnenvielen.
Een door de VN geleide overgangsregering werd in 2004 opgevolgd door een Iraakse. In 2005 werd een nieuwe grondwet aangenomen en vonden verkiezingen plaats, waarna een coalitie werd gevormd. In de tussentijd werd het land echter geplaagd door sektarisch geweld en bleven vele slachtoffers vallen door de talloze terreuraanslagen.

## Inhoud

### Waarnemingen
De situatie in Irak evolueerde in positieve zin en was sterk veranderd sinds de Veiligheidsraad in 1990 resolutie 661 had aangenomen.
De overheidsinstellingen versterkten en het was van belang dat het land opnieuw de internationale status bereikte die het voor 1990 had gehad.
De Iraakse eerste minister, Nouri Maliki, had een brief gestuurd waarin hij aangaf geen verlenging van het Irak-ontwikkelingsfonds te zullen vragen.
Hij beloofde ook dat zijn regering de olie-inkomsten verder eerlijk en in het belang van de bevolking zou aanwenden.
Het fonds en de Internationale Advies- en Waarnemingsraad hadden daarin een grote rol gespeeld.

### Handelingen
De Veiligheidsraad besloot de regeling die in paragraaf °20 van resolutie 1483 werd vastgelegd — dat alle oliewinsten naar het ontwikkelingsfonds voor Irak moesten vloeien — op 30 juni 2011 te beëindigen.
Met deze resolutie zou de regeling in verband met het ontwikkelingsfonds ook voor de laatste keer verlengd worden.
Na 30 juni 2011 zou de bepaling in paragraaf °21 van resolutie 1483 – dat 5% van de olie-inkomsten naar het compensatiefonds voor Koeweit moest gaan – nog wel van kracht blijven.
Irak werd opgeroepen samen met de secretaris-generaal een opvolger voor het ontwikkelingsfonds op touw te zetten.
Na 30 juni zouden de fondsen in het ontwikkelingsfonds dan daarheen overgedragen worden.

## Verwante resoluties
- Resolutie 1905 Veiligheidsraad Verenigde Naties (2009)
- Resolutie 1936 Veiligheidsraad Verenigde Naties
- Resolutie 1957 Veiligheidsraad Verenigde Naties
- Resolutie 1958 Veiligheidsraad Verenigde Naties

Lijst ·  1908 ·  1909 ·  1910 ·  1911 ·  1912 ·  1913 ·  1914 ·  1915 ·  1916 ·  1917 ·  1918 ·  1919 ·  1920 ·  1921 ·  1922 ·  1923 ·  1924 ·  1925 ·  1926 ·  1927 ·  1928 ·  1929 ·  1930 ·  1931 ·  1932 ·  1933 ·  1934 ·  1935 ·  1936 ·  1937 ·  1938 ·  1939 ·  1940 ·  1941 ·  1942 ·  1943 ·  1944 ·  1945 ·  1946 ·  1947 ·  1948 ·  1949 ·  1950 ·  1951 ·  1952 ·  1953 ·  1954 ·  1955 ·  1956 ·  1957 ·  1958 ·  1959 ·  1960 ·  1961 ·  1962 ·  1963 ·  1964 ·  1965 ·  1966